# 翁孝文
翁 孝文（おきな たかふみ、1904年（明治37年）3月2日 - 1980年（昭和55年）5月9日）は、日本の実業家。倉敷紡績取締役を経て倉敷国際ホテル社長を務めた。広島県神石高原町出身。

## 経歴

### 生い立ち
広島県神石郡豊松村（現：神石高原町）の社家である翁家に生まれる。1919年（大正8年）地元に近い旧制岡山県立高梁中学校（現：岡山県立高梁高等学校）に進み、同期に石川達三、金澤覚太郎、日野西義輝がいた。1924年（大正13年）卒業後、名古屋高等商業学校（現：名古屋大学経済学部）へ進学。1927年（昭和2年）同校を23歳で卒業した。

### 学校卒業後
卒業後、同年に倉敷紡績へ入社。総務畑を歩み、1937年（昭和12年）に当時の倉敷紡績の大原孫三郎の社長秘書課長となった。この時の同社役員には、高梁中学の先輩である社長の片腕であった神社柳吉（後の社長、当時は常務）がいた影響が大きい。その後、第二次世界大戦後に監査役、総務部長を経て、倉敷紡績の常務取締役となった。同職を1962年（昭和37年）まで務めた。大原社会問題研究所の監査役等も歴任している。
常務取締役を退任後、大原総一郎が倉敷国際ホテルを建設するに伴い、同ホテルの社長には、腹心の翁が就任した。倉敷国際ホテルは、倉敷美観地区にあり、大原美術館に隣接している。1963年（昭和38年）に竣工し、1963年12月に開業している。社長を務めた後、会長職となり、同ホテルの会長を1980年（昭和55年）亡くなるまで務めた。
1980年（昭和55年）5月9日、脳血栓のため76歳で死去。

## エピソード
倉敷紡績取締役のおり、1960年（昭和35年）に旧制高梁中学時代の同級生である金澤覚太郎から、文藝春秋の同級生交歓企画のために、旧友と集まり談笑するシーンがおさめられている。それ以前から、金澤主催の高梁中学同窓会の「梁川会」に参加しており、日野西義輝の弟である村井資長が早稲田大学総長に就任したときも、同会で祝賀会を行っている。この中で、同級生の金澤が翁への印象として、「当時、寄宿舎に下宿していた翁は、その頃から達筆で文章が上手かった」と語っている。